# Округ Бирча
Округ Бирча (нем. Bezirk Bircza, Бирча́нский уезд, пол. Powiat birczański) — административная единица коронной земли Королевства Галиции и Лодомерии в составе Австро-Венгрии, существовавшая в 1850—1875 годах. Административный центр — Бирча.
Площадь округа в 1867 года составляла 15,47 квадратных миль (527,3541 км2), а население  43 719 человек..
30 сентября 1876 года был реорганизован: его центр перенесён в Добромиль, в связи с чем он стал именоваться округ Добромиль.